# Малгрю, Кейт
Кэ́трин Ки́рнан Мари́я Малгрю́ (англ. Katherine Kiernan Maria Mulgrew; род. 29 апреля 1955, Дубьюк, Айова) — американская актриса, номинант на премии «Эмми» и «Золотой глобус», наиболее известная благодаря ролям капитана Кэтрин Джейнвэй в телесериале «Звёздный путь: Вояджер» (1995—2001) и Галины «Рыжей» Резниковой в сериале Netflix «Оранжевый — хит сезона» (2013—2019).

## Биография
Кейт Малгрю родилась в Дубьюке, штат Айова в семье ирландских католиков. В семнадцатилетнем возрасте она была принята в консерваторию Стеллы Адлер при Нью-Йоркском университете и год спустя получила роль своенравной дочери героини Хелен Галлахер в мыльной опере канала ABC «Надежда Райан». Она снималась в шоу с 1975 по 1978, а после кратко возвращалась к своей роли в 1983, 1986 и в финале сериала в начале 1989 года. В восьмидесятых она сыграла главную роль в кинофильме «Незнакомец наблюдает» (1982), а также часто была гостем в различных популярных телесериалах, в числе которых были «Даллас», «Весёлая компания», «Отель» и «Она написала убийство», снялась в ряде телефильмов и регулярно выступала на театральной сцене. На большом экране Малгрю также снялась в фильмах «Ремо Уильямс: Приключение начинается» (1985), «Сбрось маму с поезда» (1987) и «Затерянный лагерь» (1994).
Малгрю добилась наибольшей известности по своей роли Кэтрин Джейнвэй в телесериале «Звёздный путь: Вояджер» в котором снималась с 1995 по 2001 год, на протяжении всего периода трансляции шоу. Она стала первой женщиной, которая исполняла ведущую роль в проекте франшизы «Звёздный путь», и получила хорошие отзывы за свою игру, а также премии «Спутник» и «Сатурн» в 1998 году.
После завершения телесериала «Звёздный путь: Вояджер» Кейт Малгрю вернулась на театральную сцену и получила несколько наград за свои роли в различных постановках. В 2007 году она вернулась на телевидение с ролью в сериале «Братья Доннелли», который был закрыт после одного сезона. Также она сыграла роль матери главной героини в ещё одном недолго просуществовавшем сериале «Милосердие» в 2009—2010 годах, а после была гостем в сериале «Хранилище 13».
С 2013 по 2019 год Малгрю играла роль Галины Резниковой, русской заключённой по прозвищу «Рыжая», в сериале «Оранжевый — хит сезона». Ради этой роли Малгрю сделала короткую стрижку и перекрасила волосы в красный цвет, а также изучила русский акцент, чтобы войти в образ. Эта роль в 2014 году принесла ей премию «Выбор телевизионных критиков» как лучшей актрисе комедийного сериала, а затем и номинацию на «Эмми» за лучшую женскую роль второго плана в комедийном сериале.

## Избранная фильмография
| Год       |    | Русское название                    | Оригинальное название             | Роль                      |
| --------- | -- | ----------------------------------- | --------------------------------- | ------------------------- |
| 1978      | с  | Даллас                              | Dallas                            | Гарнет Макги              |
| 1986      | с  | Сент-Элсвер                         | St. Elsewhere                     | Хелен О’Кейси             |
| 1986      | с  | Весёлая компания                    | Cheers                            | Дженет Элдридж            |
| 1987      | тф | Розы для богатых                    | Roses Are for the Rich            | Кендалл Мерфи             |
| 1987      | с  | Отель                               | Hotel                             | Лесли Чейз                |
| 1987      | ф  | Сбрось маму с поезда                | Throw Momma from the Train        | Маргарет                  |
| 1987—1994 | с  | Она написала убийство               | Murder, She Wrote                 | разные персонажи          |
| 1992      | с  | Мерфи Браун                         | Murphy Brown                      | Хиллари                   |
| 1992      | мс | Пираты тёмной воды                  | The Pirates of Dark Water         | Кресса                    |
| 1992—1995 | мс | Бэтмен                              | Batman: The Animated Series       | Красный Коготь            |
| 1993      | тф | Любви и славы ради                  | For Love & Glory                  | Антония Дойл              |
| 1994      | ф  | Затерянный лагерь                   | Camp Nowhere                      | Рейчел Прескотт           |
| 1994      | мс | Аладдин                             | Aladdin                           | королева Гиппсодет        |
| 1995—2001 | с  | Звёздный путь: Вояджер              | Star Trek: Voyager                | Кэтрин Джейнвэй           |
| 1996      | мс | Гаргульи                            | Gargoyles                         | Титания / Анастасия Ренар |
| 2000      | ки | —                                   | Star Trek: Voyager Elite Force    | Кэтрин Джейнвэй           |
| 2002      | ки | —                                   | Run Like Hell                     | доктор Мек                |
| 2002      | ф  | Звёздный путь: Возмездие            | Star Trek: Nemesis                | Кэтрин Джейнвэй           |
| 2006      | с  | Закон и порядок: Специальный корпус | Law & Order: Special Victims Unit | Донна Гейсен              |
| 2007      | с  | Братья Доннелли                     | The Black Donnellys               | Хелен Доннелли            |
| 2009      | ки | —                                   | Dragon Age: Origins               | Флемет                    |
| 2011      | ки | —                                   | Dragon Age II                     | Флемет                    |
| 2011—2013 | с  | Хранилище 13                        | Warehouse 13                      | Джейн Латтимер            |
| 2013—2019 | с  | Оранжевый — хит сезона              | Orange Is the New Black           | Галина «Рыжая» Резникова  |
| 2014      | ки | —                                   | Dragon Age: Inquisition           | Флемет                    |
| 2015      | мс | Американский папаша!                | American Dad!                     | Джун Роузвуд              |
| 2019      | с  | Мистер Мерседес                     | Mr. Mercedes                      | Алма Лейн                 |
| 2019—2021 | мс | Бесконечный поезд                   | Infinity Train                    | кошка Саманта             |
| 2022      | с  | Первая леди                         | First Lady                        | Сьюзан Шер                |
| 2022      | с  | Человек, который упал на Землю      | The Man Who Fell to Earth         | Дрю Финч                  |